# Jacob Christiaan Koningsberger
Jacob Christiaan Koningsberger (Hazerswoude, 17 januari 1867 – 's-Gravenhage, 19 maart 1951) was een Nederlands leraar, minister en politicus.

## Familie
Hij was lid van een in het Nederland's Patriciaat opgenomen familie en werd geboren als zoon van de Nederlands-hervormde predikant ds. Victor Jacob Koningsberger (1840-1923) en diens tweede vrouw Josina Cornelia Tieleman (1844-1929). Hij trouwde in 1894 Manuella Ursule Mariana Hellendoorn (1865-1899) en in 1902 Bertha Rosina Margaretha Lang (1874-1962). Zijn tweede vrouw was lid van de uitvoerende commissie Nationaal Comité tot huldiging van Hare Majesteit de Koningin-Moeder en was Officier in de Orde van Oranje-Nassau. Zijn oudste zoon was hoogleraar plantkunde prof. dr. Victor Jacob Koningsberger (1895-1966), vader van prof. dr. Victor Valentijn Koningsberger (1925-1970), hoogleraar biofysische scheikunde. Een tweede zoon, Jacob Christiaan Koningsberger (1896-1956), was een bekend predikant te Amsterdam (1925-1956). Tijdens de Politionele acties was hij werkzaam als aalmoezenier voor de Nederlandse militairen in het toenmalige Nederlands-Indië.

## Loopbaan
Kort na zijn promotie tot doctor in de wis- en natuurkunde vertrok hij naar Nederlands-Indië, waar hij verschillende posities op natuurwetenschappelijk gebied bekleedde. Van 1911 tot in 1917 was hij directeur van de 's Lands Plantentuin te Buitenzorg en vanaf 1918 de eerste voorzitter van de Volksraad. 
Van 1923 tot 1926 was Koningsberger voorzitter van de Raad van Beheer der Koninklijke Vereniging tot het houden van Jaarbeurzen in Nederland. In 1926 werd hij minister van Koloniën in het interimkabinet-De Geer. Hij zorgde er als minister voor dat inheemse leden de meerderheid kregen in de Volksraad. In 1934 was hij bestuurslid bij de Werkinrichting voor Blinden van de Vereniging tot Ondersteuning en Zedelijke Ontwikkeling van Hulpbehoevende Blinden (Achter St.-Pieter 10) te Utrecht

## Onderscheidingen
- Commandeur in de Orde van Oranje-Nassau (K.B. van 24 mei 1932 no. 28)
- Ridder in de Orde van de Nederlandse Leeuw (K.B. van 27 augustus 1921 no. 49)
- Officier in de Orde van Oranje-Nassau (K.B. van 28 augustus 1896 no. 14)
- Grootkruis in de Kroonorde van België (toestemming tot aannemen en dragen bij K.B. van 12 augustus 1931 no. 24)
- Grootofficier in het Legioen van Eer van Frankrijk (toestemming tot aannemen en dragen bij K.B. van 23 augustus 1928 no. 24)
- Grootkruis in de Orde van de Zwarte Ster van Benin (toestemming tot aannemen en dragen bij K.B. van 18 april 1933 no. 16)[3]

## Trivia
In Utrecht is de Suikerterreinstraat in 1953 naar Koningsbergerstraat hernoemd als dank voor zijn inzet voor de Utrechtse Jaarbeurs.
- Bibliothèque nationale de France: cb12851372s (data)
- Biografisch Portaal: 21896482
- Digitale Bibliotheek voor de Nederlandse Letteren: koni103
- Gemeinsame Normdatei: 1160461007
- International Standard Name Identifier: 0000 0003 6240 664X
- Nederlandse Thesaurus van Auteursnamen: 074361368
- Parlement.com: vg09lljbk9wq
- Système universitaire de documentation: 181979578
- Virtual International Authority File: 224469677
- WorldCat: E39PBJcKH84VGPyctgx3K64Dv3